# エヴァーギヴン
エヴァーギヴン（英語: Ever Given、中国語: 長賜輪）またはエバーギブンは、ゴールデンクラスの世界最大級のコンテナ船である。今治造船の子会社である正栄汽船が所有し、台湾のコンテナ輸送・海運会社である長栄海運が運航し、パナマで登録されている。

## 説明
エヴァーギヴンは、今治造船が開発した「Imabari 20000」設計に基づいて建造された13隻のコンテナ船のうちの1隻である。全長は399.94メートル (m)で、現役のコンテナ船の中では最も長い部類に入る。船体の幅は58.8メートル (m)、深さは32.9メートル (m)で、荷物を満載した状態では14.5メートル (m)の水深がある。エヴァーギヴンの総トン数は219,079トン、正味トン数は99,155トン、載貨重量トン数は198,886トンである。本船のコンテナ容量は、20フィート換算で20,124TEUである。
多くの大型コンテナ船と同様に、エヴァーギヴンの推進力は、固定ピッチのプロペラに連結された低速の2ストローククロスヘッドディーゼルエンジン1基である。主機は三井-MAN B&W社製の11気筒11G95ME-C9で、定格出力は59,300 kW（7万9500馬力）(79 rpm)、サービススピードは42.2 km/h（22.8ノット）である。また、ヤンマーの8気筒ディーゼル発電機8EY33LWを4台搭載している。港湾での操船のために、エヴァーギヴンには2,500 kW（3,400馬力）のバウスラスタが2基搭載されている。

## 運用履歴

### 2019年 ハンブルク衝突事故
2019年2月9日、ハンブルク港近くのブランケネーゼで、長さ25mのHADAGフェリーボートに衝突し、大きく損傷した。衝突の2分後には、強風のためエルベ川の通行禁止令が出された。

### 2021年 スエズ運河での座礁
2021年3月23日東欧時間 (UTC+2) 07:40（以下注釈のない限り現地時間）、タンジュン・ペレパスからロッテルダムに向かう途中、スエズ運河を通過中に座礁し、横向きになって運河を塞いでしまった。船舶管理会社ハンブルグ（ドイツ）に本社を置くべルンハルト・シュルテ (Bernhard Schulte GmbH & Co. KG) の子会社であるべルンハルト・シュルテ・シップマネージメント（Bernhard Schulte Shipmanagement以下BSM）社は、乗組員25名全員が無事で、「負傷者や汚染の報告はない」と発表した。エジプトの気象学者によると、座礁した日は強風と砂嵐の影響を受け、風速50 km/hにも達したとのことである。定期用船契約している長栄海運社によると、予想外の強風のために座礁し、それにより派生する第三者への責任などに関連する費用や船体の損失はいずれも船主である正栄汽船が責任を負うとの声明を発表した。
運河の一部には、障害物を迂回することができる古い区間があるが、今回の事件は、運河の中でも水路が1本しかない紅海側から運河に10 km程度入った箇所で起こった。座礁した時、同船は北行きの船団の5番目で、後ろには15隻の船があった。両方向の交通が遮断され、座礁当日に100隻以上の船が渋滞し、最大400隻近い船舶が運河両岸で滞留することになり、一部は見通しがたたない閉鎖解消に見切りをつけてアフリカ大陸を迂回する喜望峰航路へ変更する船舶も発生した。座礁当日には8隻のタグボートが、船が挟まっている運河護岸の砂を取り除く浚渫を行い重機と作業員で協力して、船を離礁させようとしていた。
24日に同船を技術的に管理するBSM社は、同船が部分的に再浮上したというこれまでの報道を否定している。一夜明けた25日朝、救出作業が再開された。また、貿易専門家の間では、閉じ込められた船だけでなく、スエズ越えを予定していた船が無期限に遅延することによる供給危機が懸念されている。エジプトの政府関係者は、船の再浮上には少なくとも2日はかかるだろうと述べたと報じられている。スエズ運河庁の責任者であるオサマ・ラベイ中将は、"スエズ運河は、航行の回復を確実にし、世界の貿易の動きに貢献するために、いかなる努力も惜しまない "と述べている。
28日にスエズ運河庁のラビア長官は、積載されているおよそ18,300個のコンテナの一部船首側600個のコンテナの荷降ろしを検討準備するようエジプトのシシ大統領から指示があったと語った。29日の午前になって船尾側の離礁に成功し針路を80%復旧したとされ、同日午後に船首側も離礁に成功し数隻のタグボートに曳航されながら自力航行を再開し、運河途中にあるグレートビター湖まで曳航され船のダメージなどを調査後最終目的地へ向かうとされ正栄汽船は多大なる協力へ感謝する発表を行った。またスエズ運河庁は今後、事故原因の究明に向けた調査が行われ気象要因だけで無く技術的、もしくは人為的なミスが主要な原因になった可能性も含め究明し補償やその責任を求めていく見通しとしている。
4月になり運河庁は船主にあたる正栄汽船に対し事故に対する賠償金総額9億1600万ドルを請求したが、正栄汽船は賠償金内訳が不明で金額の妥当性をめぐる協議が折り合わないので支払いを保留しているとし、運河庁は賠償金支払いが行われないため現地裁判所命令によって同船は差し押さえられる事態になっている。なお4月14日現在、同船は依然グレートビター湖係留地に碇泊していて乗員は全員健康上問題は無いとされている。
7月7日、賠償金の減額や船主である正栄汽船との間で合意に達したことで係留を解かれ、通常の運航へ復帰した。